# Richard Texier
Pour les articles homonymes, voir Texier.
Richard Texier est un peintre et sculpteur français né à Niort le 28 juin 1955,.
Il vit et travaille à Paris, dans le quartier de la Butte-aux-Cailles.

## Biographie
Après une enfance dans le Marais poitevin, Richard Texier s’installe à Paris en 1973 où il étudie l’art et l’architecture (diplômé de l’École spéciale d'architecture), puis un doctorat d’arts plastiques à l'université Panthéon-Sorbonne.
Il part travailler à New York en 1979, où il inaugure une stratégie nomade de création qu’il appelle Ateliers Nomades, et qui l’amènera à multiplier les espaces de travail à travers le monde : 
- 1992 : pavillon de la culture à Moscou [8] ;
- 1993 : Manufacture des œillets, Ivry-sur-Seine [9] ;
- 1998 : Villa Noailles de Hyères [10] ;
- 2002 : Starrett-Lehigh Building à Chelsea, New York [11] ;
- 2003 : phare de Cordouan [12] ;
- 2004 : fonderie ancestrale Liu, à Shanghai [13] ;
- 2012 : Rangoun en Birmanie [14].

Il expose pour la première fois à la FIAC en 1982, avec la galerie Claudine Bréguet. En 1989, l'État français passe commande d'une série de tapisseries sur le thème de la Déclaration des droits de l'homme et du citoyen de 1789 dans le cadre du bicentenaire de la Révolution française. Les œuvres sont présentées à l'Opéra Bastille, l'Arche de la Défense , l'Assemblée nationale, au musée d'Aubusson, au parlement Européen et au musée du Luxembourg à Paris.
Depuis le 6 novembre 2015, sa sculpture de bronze rouge, Angel Bear, haute de plus de 7 mètres et représentant un ours ailé, se dresse sur le parvis de la gare du Nord à Paris. Cette œuvre lui a été inspirée par la dérive des ours polaires due au réchauffement climatique.

### Distinctions
- Officier de l'ordre national du Mérite en mai 2016[20].
- Chevalier de l'ordre des Arts et des Lettres en juillet 2014[21].
- Peintre officiel de la Marine, titulaire en 2015[22].

## Œuvres

### Expositions personnelles (sélection)
- 1982 : FIAC, avec la galerie Claudine Bréguet, Paris, France [15]
- 1983 : Espace 351 West Broadway, Simon Chaput, New York, USA [23]
- 1984 : Exhibition Space, Leo Castelli, 112 Greene Street, New York, USA [23]
- 1985 : Gallery Kouros, Madison Avenue, New York, USA [24],
- 1985: Peintures exposées au Musée des beaux-arts de La Rochelle et au Musée Sainte-Croix , Poitiers, France [25]
- 1986 : "Richard Texier: el continente de la peonza", Museo Casa Natal de Jovellanos, Gijón, Espagne [26]
- 1986 : Musée de la Roche-sur-Yon, France [27]
- 1987 : Sawaya & Moroni, Milan, Italie[28],[29]
- 1988 : Galerie Lea Gredt, Luxembourg
- 1988 : Gallery of Applied Arts, New York, USA [30]
- 1989 : Galeria Ciento, Barcelone, Espagne[31]
- 1991 : "Territoires nomades" au Musée des beaux-arts d'Angers, France [32]
- 1992 : Galerie Mobile et Galerie Hadrien- Thomas, Paris, France [33]
- 1992 : "Moscou 92" VDNKh (Centre panrusse des expositions) à Moscou, Russie [34]
- 1992 : "Histoire du Ciel", Galleria La Bussola, Turin, Italie [35]
- 1992 : Centre d'art contemporain de Moscou, Russie [34]
- 1993 : Musée du Botanique, à Bruxelles, Belgique [31]
- 1994 : Gallery Nii Osaka, Japon [36]
- 1994 : Château de Chambord, France [37]
- 1994 : Institut français de Taipei, Taïwan
- 1994 : Galleria Grafica Tokyo, Japon [38]
- 1995 : Centre d’Art Contemporain Bouvet-Ladubay, Saumur, France [39]
- 1995 : Gallery Garando Nagoya, Japon [38]
- 1995 : Gianni Piretti Gallery, Stockholm Art Fair, Stockholm, Suède
- 1996 : Musée national des beaux-arts de Taïwan, Taipei [40]
- 1996 : Manufacture des œillets, Ivry-sur-Seine, France [41]
- 1996 : Galerie Virus, Anvers, Belgique [42]
- 1997 : Galerie Reflex, Amsterdam, Pays-Bas [43]
- 1997 : Suzanne Tarasiève, Barbizon, France
- 1998 : Feria International de Arte Contemporáneo, Madrid, Espagne [44]
- 1998 : Musée national de la Marine , Palais de Chaillot , Paris , France [45]
- 1999 : Carrousel du Louvre, Art Paris Art Fair, Paris, France [44]
- 1999 : Villa Noailles, Hyères, France [46]
- 2000 : "Sculptures", Galerie Artcurial, Paris, France [40]
- 2001 : Galerie J. Bastien Art, Bruxelles, Belgique[47]
- 2002 : "Suite des droits de l'homme", 7 tapisseries d'Aubusson, Musée du Président-Jacques-Chirac, France [2]
- 2002 : "Nomadic Atelier", Galerie Atelier 14, New York, USA [48],[49]
- 2004 : "Les îles de la destinée", Galerie Tessa Herold, ARCO, Madrid, Espagne [50],[51]
- 2004 : Réalisation de 8 vitraux, Abbaye d'art de Trizay, Trizay, France [52]
- 2005 : Musée des beaux-arts de Shanghai (Shanghai Meishu Guan), à Shanghai, Chine [53]
- 2006 : "Cinq grandes sculptures en bronze", Grand Palais, Paris, France [50]
- 2007 : “Opere recenti”, Galleria San Carlo, Milan, Italie[54],
- 2007 : "Paintings on Chinese Nautical Charts - New York by Richard Texier", Alice King Gallery, Hong Kong [55]
- 2008 : "Créatures mythiques", M Art Center de Shanghai, Chine [56]
- 2011 : "Theoria Sacra", Galerie Pierre Levy, Paris, France [57]
- 2012 : Governor’s Residence, Rangoun, Birmanie [58]
- 2013 : 11 sculptures monumentales sur Orchard Road à Singapour [59]
- 2014 : "Pantheo-Vortex", Galerie Guy Pieters, Saint-Paul-de-Vence, France [60]
- 2019 : "Lumière" , Galerie Downtown, Paris, France [61]

### Publications
- 1979 : Constructions d’après nature, ouvrage en trois parties édité avec la participation du Centre national d’art contemporain, Paris,
- 1981 : Lune, l’autre le paysage, Thése de doctorat en arts-plastiques, Université Panthéon-Sorbonne, Paris,
  - 1re : Espaces de recherche et techniques d’approche du paysage
  - 2e : Précis d’astronomie vérifiée et représentation du cycle lunaire
  - 3e : Présentation de diverses attitudes, installations, réalisations dans le paysage
- 1983 : Petit Précis cosmographique, ensemble composé de douze diagrammes célestes, Paris
- 2015 : Pantheo Vortex, portfolio de photographies de Richard Texier avec un texte de Catherine Millet, Éditions Art Press et Eric Higgins
- 2015 : Nager, récit publié chez Gallimard, collection Blanche, Paris,  (ISBN 9782070149629)
- 2017 : Le Grand M, roman publié chez Gallimard, collection Blanche, Paris,  (ISBN 9782072702006)
- 2018 : Zao, publié chez Gallimard, collection Blanche, Paris,  (ISBN 978-2-07-279172-7)
- 2018 : Manifeste de l'Elastogenèse, publié chez Éditions Fata Morgana,  (ISBN 978-2-37792-030-3)
- 2019 : L'Hypothèse du ver luisant, publié chez Gallimard, collection Blanche, Paris,  (ISBN 978-2-07-285279-4)
- 2021 : Codex, publié chez Gallimard, Paris,  (ISBN 978-2-07-294680-6)
- 2023 : Cosmos ambulant, publié chez Gallimard, Paris,  (ISBN 978-2-07-294247-1)
- 2023 : Le manifeste de l'élastogenèse, Artpress cahier supplémentaire du n°514 , textes de Vincent Cespedes, Jean-François Clervoy, Joffrine Donnadieu, Bruno Dubois, Mourad Merzouki, Catherine Millet, Olga Paris-Romaskevich, Richard Texier, Jean-Philippe Uzan et Juliette Vallejo  (ISSN 0245-5676)

### Filmographie
- 2008 : Rouge très très fort sur Zao Wou-Ki, publié en coffret DVD aux éditions Biro et diffusé sur Arte[62]
- 2013 : La Mort de Cléopâtre, Youtube et diffusé sur France 2[63]
- 2013 : Gabrielle d'Estrée, Youtube[64]
- 2015 : Le signe Nomade, documentaire sur Farid Belkahia publié en coffret DVD[65]

### Œuvres publiques
Les Outils du Navigateur

En 1996, il réalise une sculpture en bronze d'un grand chariot, pour le site de l'Arsenal de Rochefort-sur-Mer, à deux pas de la Corderie royale , figurant une toupie, un anneau de cordage et un sextant.
L'esprit du temps

En 2005, le K.WAH Center de Shanghai installe sur son fronton la sculpture L'esprit du temps, au 1010 Huaihai Zhong Lu Shanghai,
Unicorna Celeste
En 2016, Richard Texier se voit commander deux de ses sculptures dont son Unicorna Céleste pour orner l'immeuble "Esprit Sagan". Installée dans le jardin, en bronze, l’Unicorna Céleste évoque Le Cheval évanoui de Françoise Sagan.